# Rhopilema nomadica
Espèce
Rhopilema nomadica, communément appelée la Méduse nomade, est une espèce de méduses indigènes des eaux tropicales chaudes de l'océan Indien (côte est de l'Afrique) et de la mer Rouge. Depuis les années 1970, on la trouve également en mer Méditerranée, où elle a été introduite via le canal de Suez (migration lessepsienne). Elle a été trouvée dans la Méditerranée orientale, au large des côtes d'Israël, de la Turquie et dans la mer Égée au large de la Grèce. Le corps de Rhopilema nomadica est bleu clair et sa cloche est arrondie. Elle peut peser jusqu'à 10 kg, et sa cloche fait généralement de 40 à 60 cm de diamètre, mais peut aller jusqu'à 90 cm. L'Union européenne la classe comme l'une des espèces marines les plus invasives dans les eaux européennes[réf. nécessaire].

## Systématique
L'espèce Rhopilema nomadica a été décrite en 1990 par les zoologistes israéliens Bella S. Galil (d), Ehud Spanier (d) et
Walter W. Ferguson (d),.

## Effets sur la santé et les activités humaines
Rhopilema nomadica peut causer des blessures très douloureuses aux humains, car elle possède des filaments vermiculaires qui sont couverts de cellules urticantes venimeuses, dans les bras buccaux (nématocystes). Rhopilema nomadica a causé le plus grand nombre d'envenimations le long de la côte sud du bassin Levantin. Ces méduses sont connues pour les grands bancs qu'elles forment en été ; ceux-ci sont par exemple à l'origine de problèmes socio-économiques pour les stations balnéaires en Israël. L'explosion de la population de méduses entraîne en été une réduction des visites balnéaires de 3 à 10,5%, entraînant une perte monétaire annuelle allant de 1 à 6 millions de dollars pour les activités économiques de loisirs de plages.
Leur présence peut également obstruer les systèmes de prise d'eau de mer, tels que ceux utilisés par les centrales électriques refroidies à l'eau de mer,.

## Nutrition
Rhopilema nomadica est planctotrophe, ce qui signifie qu'elle se nourrit de plancton pour ses besoins nutritionnels et de survie.

## Besoins environnementaux
Rhopilema nomadica a été reportée comme pouvant vivre dans une large gamme de températures de l'eau (elle est ce qu'on appelle "eurytherme"). Elle peut survivre de 16 à 31 °C.

## Publication originale
- (en) B. S. Galil, E. Spanier et W. W. Ferguson, « The Scyphomedusae of the Mediterranean coast of Israel, including two Lessepsian migrants new 10 the Mediterranean », Zoologische Mededelingen, NBC, vol. 64, no 7,‎ janvier 1990, p. 94-105 (ISSN 0024-0672 et 1876-2174, OCLC 212304577, lire en ligne).